# Bistum Grönland
| Bistum Grönland               | Bistum Grönland                |
| ----------------------------- | ------------------------------ |
| Bischöfin:                    | Paneeraq Siegstad Munk         |
| Kathedrale:                   | Erlöserkirche in Nuuk          |
| Propsteien:                   | 3                              |
| Kirchenkreise:                | 18                             |
| Kirchen:                      | 64                             |
| Gemeindemitglieder:           | etwa 52.750                    |
| Einwohner:                    | 55.877 (Stand: 1. Januar 2018) |
| Anteil der Ev. in % der Bev.: | 94,4 %                         |
| Fläche:                       | 2.166.086 km²                  |
| Gegründet:                    | 1. November 1993               |
| Offizielle Website:           | ilagiit.gl                     |

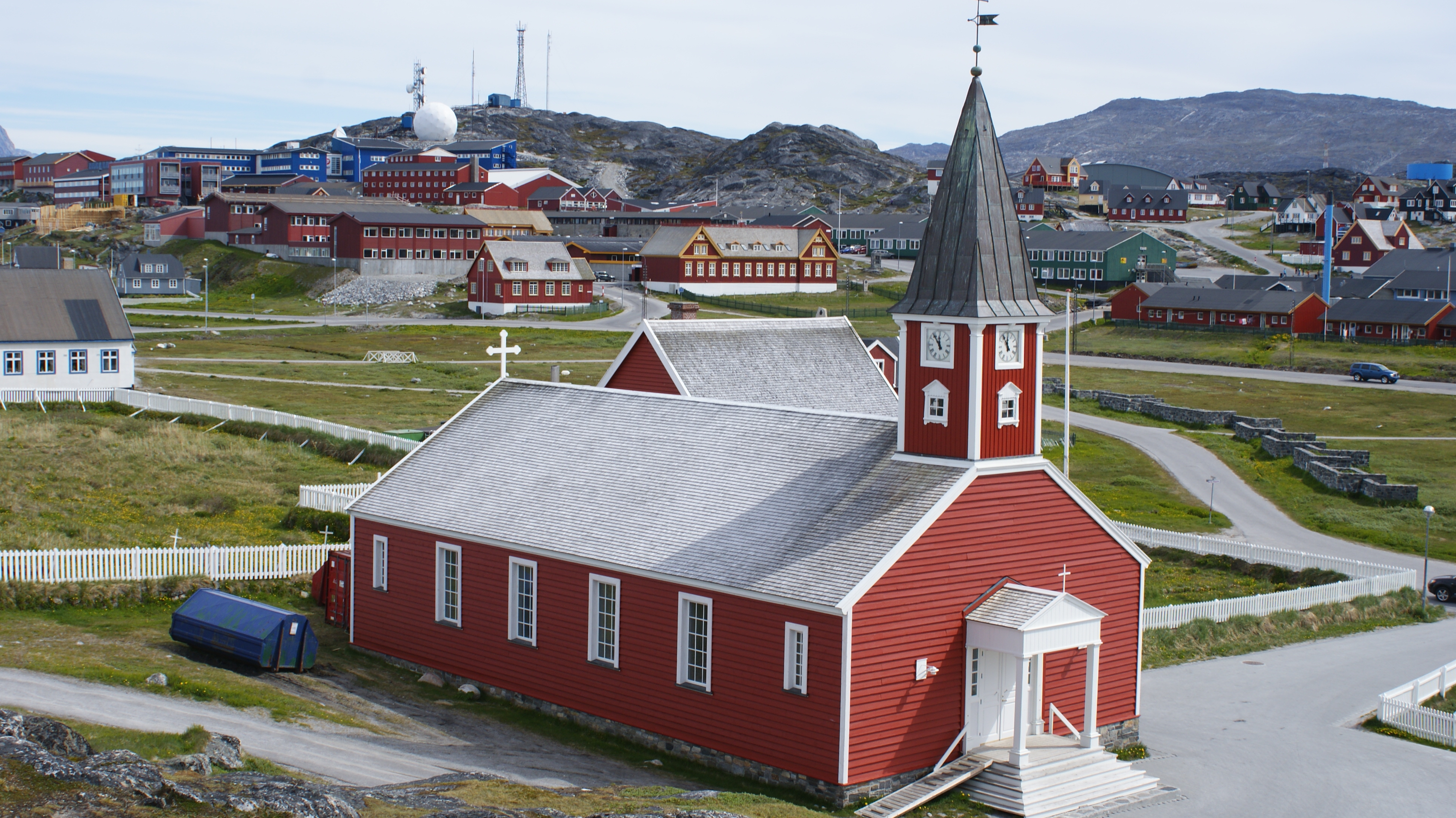
Die Kathedrale von Grönland

Das Bistum Grönland ist eine evangelisch-lutherische Kirche unter Leitung von Bischöfin Paneeraq Siegstad Munk. Sie ist teilautonom von der Dänischen Volkskirche, ist aber immer noch eines ihrer Bistümer.

## Geschichte
Vor der Reformation existierte in Grönland das Bistum Garðar, welches 1126 errichtet und 1378 aufgelöst wurde. 1996 wurde es als Titularbistum Gardar wiedererrichtet. Ab 1721 wurde Grönland von Hans Egede evangelisch-lutherisch missioniert. 1905 trat das vor allem von Christian Wilhelm Schultz-Lorentzen ausgearbeitete Kirchengesetz Grönlands in Kraft, womit Grönland kein Missionsgebiet mehr war, sondern eine Propstei unter dem Bistum Seeland. Von 1923 bis 1993 war Grönland ein Teil des Bistums Kopenhagen. 1980 wurde das Amt des Landespropsts zu einem Vizebischof hochgestuft. 1993 wurde das unabhängige Bistum Grönland gegründet. Obwohl das Bistum Teil der Dänischen Volkskirche ist, unterliegt es grönländischer Gesetzgebung. Damit unterscheidet sich die Situation in Grönland von der auf den Färöern, wo die Färöische Volkskirche 2007 aus der Dänischen Volkskirche ausgetreten ist.

## Verwaltungsgliederung
Es existieren drei Propsteien (Provsteqarfiit), welche sich in 18 Præstegæld (Palaseqarfiit) aufteilen, wobei davon 17 in Grönland liegen und eines für die Grönländer in Dänemark zuständig ist.

Aufteilung des Bistums in Provsteqarfiit

| Propstei/ Provsteqarfik    | Præstegæld/Palaseqarfik              | entsprechender Distrikt   |
| -------------------------- | ------------------------------------ | ------------------------- |
| Provsteqarfik Avannaa      | Palaseqarfik Upernavik               | Distrikt Upernavik        |
| Provsteqarfik Avannaa      | Palaseqarfik Uummannaq               | Distrikt Uummannaq        |
| Provsteqarfik Avannaa      | Palaseqarfik Ilulissat               | Distrikt Ilulissat        |
| Provsteqarfik Avannaa      | Palaseqarfik Qeqertarsuaq            | Distrikt Qeqertarsuaq     |
| Provsteqarfik Avannaa      | Palaseqarfik Qasigiannguit           | Distrikt Qasigiannguit    |
| Provsteqarfik Avannaa      | Palaseqarfik Aasiaat                 | Distrikt Aasiaat          |
| Provsteqarfik Avannaa      | Palaseqarfik Kangaatsiaq             | Distrikt Kangaatsiaq      |
| Provsteqarfik Qeqqa Tunulu | Palaseqarfik Qaanaaq                 | Distrikt Qaanaaq          |
| Provsteqarfik Qeqqa Tunulu | Palaseqarfik Ittoqqortoormiit        | Distrikt Ittoqqortoormiit |
| Provsteqarfik Qeqqa Tunulu | Palaseqarfik Ammassalik              | Distrikt Ammassalik       |
| Provsteqarfik Qeqqa Tunulu | Palaseqarfik Sisimiut                | Distrikt Sisimiut         |
| Provsteqarfik Qeqqa Tunulu | Palaseqarfik Maniitsoq               | Distrikt Maniitsoq        |
| Provsteqarfik Qeqqa Tunulu | Palaseqarfik Nuuk                    | Distrikt Nuuk             |
| Provsteqarfik Qeqqa Tunulu | Der grönländische Pastor in Dänemark |                           |
| Provsteqarfik Kujataa      | Palaseqarfik Paamiut                 | Distrikt Paamiut          |
| Provsteqarfik Kujataa      | Palaseqarfik Qaqortoq                | Distrikt Qaqortoq         |
| Provsteqarfik Kujataa      | Palaseqarfik Narsaq                  | Distrikt Narsaq           |
| Provsteqarfik Kujataa      | Palaseqarfik Nanortalik              | Distrikt Nanortalik       |

## Amtsträger
Liste der Landespropste
- 1906–1912: Christian Wilhelm Schultz-Lorentzen
- 1912–1918: Knud Balle
- 1918–1927: Frederik Balle
- 1927–1928: Knud Balle
- 1928–1934: Niels Peter Vestergaard
- 1934–1945: Aage Bugge
- 1945–1955: Henning Schultz-Lorentzen
- 1955–1961: Holger Balle
- 1961–1968: Svend Erik Rasmussen
- 1968–1973: Kristian Lauritsen
- 1973–1980: Jens Christian Chemnitz

Liste der Vizebischöfe

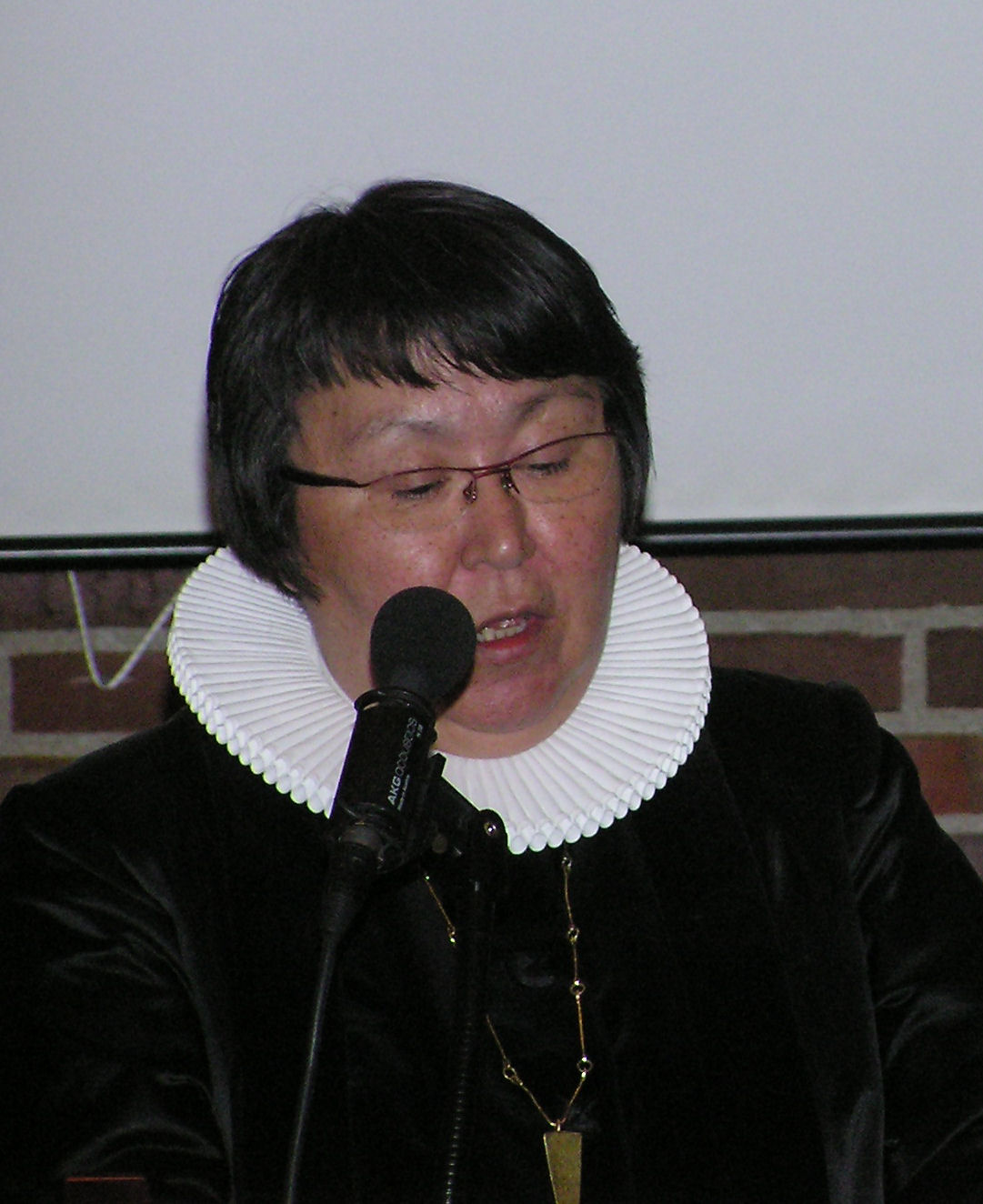
Sofie Petersen, Bischöfin von 1995 bis 2020

- 1980–1984: Jens Christian Chemnitz
- 1984–1993: Kristian Mørch

Liste der Bischöfe und Bischöfinnen
- 1993–1995: Kristian Mørch
- 1995–2020: Sofie Petersen
- seit 2020: Paneeraq Siegstad Munk

Quelle: